# السعيدية (الفيوم)
قرية السعيدية هي إحدى القرى التابعة لمركز سنورس في محافظة الفيوم في جمهورية مصر العربية. حسب إحصاءات سنة 2006، بلغ إجمالي السكان في السعيدية 8324 نسمة، منهم 4348 رجل و3976 امرأة.